# Simon och Malou
Simon och Malou är en dansk komedifilm från 2009 med Dejan Cukic och Tuva Novotny i huvudrollerna.

## Handling
Den svenska advokaten Malou flyttar till Köpenhamn för att komma med i en stor advokatbyrå. När hon kommer till sin nya lägenhet märker hon att den förra hyresgästen, Simon, inte har flyttat ut ännu. Simon är inte en lika organiserad person som Malou, och att försöka samsas förändrar bådas tillvaro.

## Skådespelare (urval)
- Dejan Cukic - Simon
- Tuva Novotny - Malou
- Joel Kinnaman - Stefan
- Cecilie Thomsen - Maria
- Robert Hansen - Carsten
- Laura Drasbæk - Lotte
- Sara Indrio Jensen - Kerstin
- Line Kruse - Tina
- Rafael Edholm - Gustav
- Mille Dinesen - Søs
- Solbjørg Højfeldt - Marianne
- Martin Hestbæk - Tom
- Christiane Schaumburg-Müller - sekreterare
- Thomas Leth Rasmussen - Arne